# 矛螺
矛螺（学名：Hastula verreauxi），是新腹足目笋螺科花笋螺属的一种。主要分布于中国大陆，常栖息在低潮线下。